# Dwarfie Stane

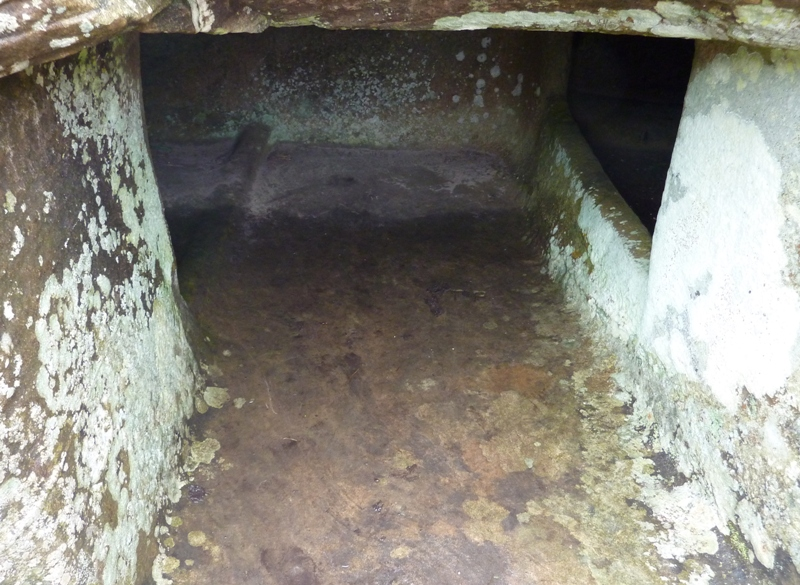
De passage mondt uit in een centrale kamer met aan de noord- en zuidzijde (rechts en links) een cel.

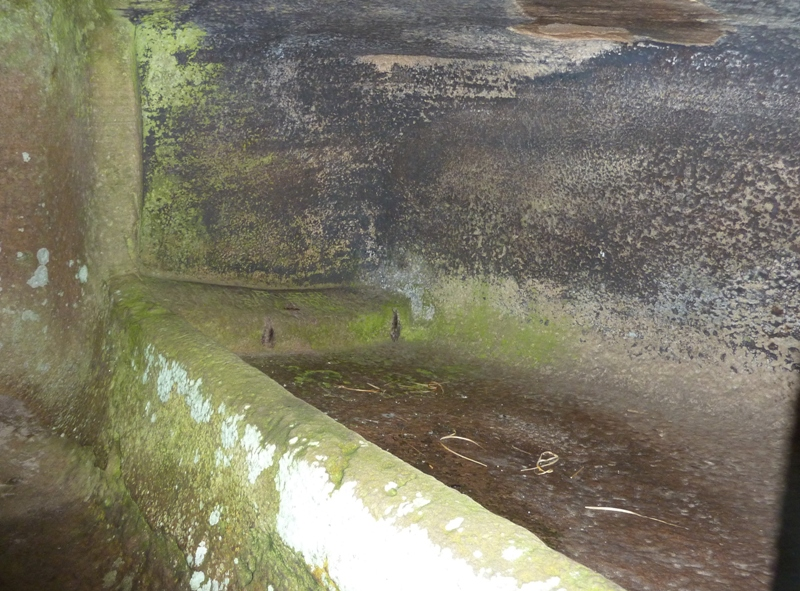
De zuidelijke cel heeft aan de oostelijke zijde (achteraan) een verhoging. De vloer van de cel ligt hoger dan de vloer van de centrale kamer.

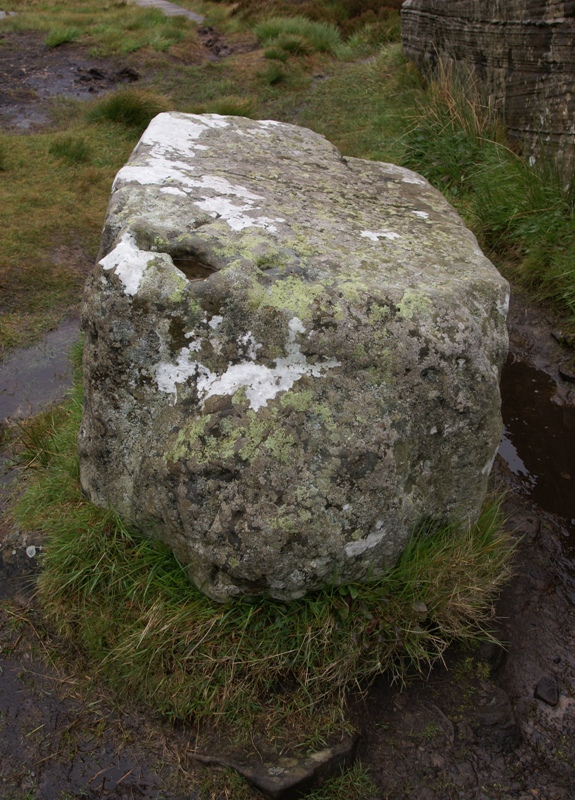
De steen die hoogstwaarschijnlijk de toegang tot de grafkamer blokkeerde, hier gezien vanuit het zuiden.

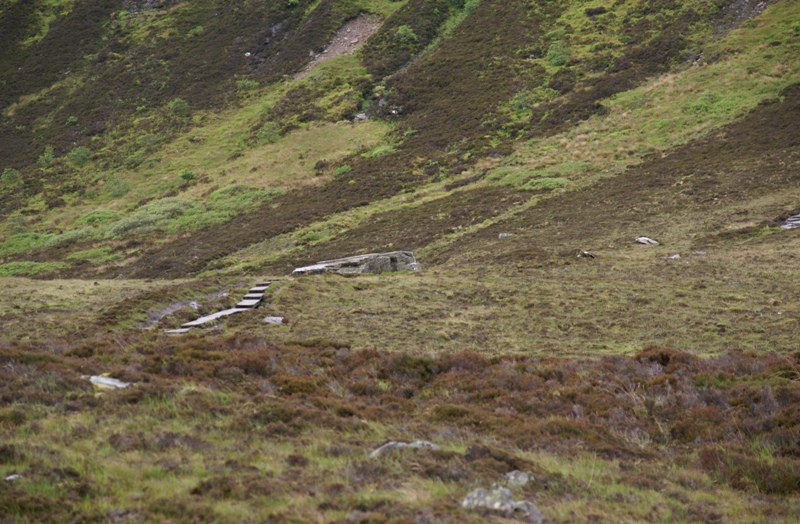
De Dwarfie Stane ligt in een vallei, hier gezien vanuit het noordwesten. Op de achtergrond zijn de Dwarfie Hamars te zien.

De Dwarfie Stane is een neolithische grafkamer uitgehouwen in één rotsblok, gelegen op Hoy, een van de Schotse Orkney-eilanden. Deze tombe is het enige voorbeeld in Groot-Brittannië van een dergelijke tombe.

## Ligging
De Dwarfie Stane is gelegen in een vallei tussen Ward Hill en de Dwarfie Hamars, aan de zuidzijde van de weg tussen Quoys en Rackwick, zo'n vier kilometer vanaf de aanlegplaats in Maoness in het noordelijk deel van Hoy.

## Geschiedenis
De Dwarfie Stane is een graftombe, die behoort tot het type Orkney-Cromarty, dat wordt gekarakteriseerd door een ovale of rechthoekige kamer die door rechtopstaande stenen in compartimenten is verdeeld. Sommige wetenschappers rekenen de Dwarfie Stane tot het Bookan-subtype, dat zich kenmerkt doordat het afwijkt van de gebruikelijke grafkamers. Ook de Taversöe Tuick Chambered Cairn behoort tot dit subtype.
Grafkamers van het type Orkney-Cromarty werden gemaakt in het neolithicum, tussen 3500 v.Chr. en 2500 v.Chr.
De grafkamer is in de rots uitgehouwen enkel met behulp van stenen werktuigen.
De oudste beschrijving van de Dwarfie Stane dateert uit de zestiende eeuw en werd opgeschreven door ene Jo. Ben.
In de zestiende eeuw was de toegang tot de tombe nog geblokkeerd. In deze periode werd vermoedelijk het dak van de tombe boven de noordelijke cel opengebroken. In de tweede helft van de twintigste eeuw werd het dak gerepareerd.

## Bouw
De Dwarfie Stane bestaat uit een blok van rode zandsteen van 8,5 meter lang, 4,5 meter breed en 2 meter hoog. Aan de westzijde van het rotsblok is een korte passage uitgehakt. De ingang is 86 centimeter breed, 71 centimeter hoog en zit 13 centimeter boven de grond.
Zo'n 60 centimeter voor de ingang ligt een rechthoekig rotsblok, dat met zeer grote waarschijnlijkheid bedoeld was om de ingang af te sluiten. Dit blok is 1,27 tot 1,55 meter lang, 81 centimeter breed en 64 centimeter hoog.
De passage is 76 centimeter lang en leidt naar een rechthoekige kamer van 1,52 meter lang met een hoogte van 89 centimeter. Dit is iets hoger dan het plafond van de passage. Aan beide zijden van deze kamer bevindt zich een cel. Deze cellen zijn gescheiden van de centrale kamer middels een opstaande rand.
De zuidelijke cel, die zich rechts van de ingang bevindt, heeft een plafond dat 4 tot 7,5 centimeter lager zit dan het plafond van de centrale kamer. De opstaande rand tussen de centrale kamer en de zuidelijke cel is vanuit de centrale kamer 30 centimeter hoog, doch slechts 13 centimeter hoog in de cel. De vloer van deze cel ligt dus 17 centimeter hoger dan de vloer van de centrale kamer. De rand is 7,5 centimeter breed. De zuidelijke cel is ongeveer 1,5 meter lang en 90 centimeter breed.
Aan de oostelijke zijde van de zuidelijke cel bevindt zich een verhoging van 20 centimeter breed en 9 centimeter hoog. Dit wordt vaak beschreven als een kussen.
De noordelijke cel, die zich links van de ingang bevindt, is eveneens gescheiden van de centrale kamer middels een opstaande rand, die 5 centimeter hoog is vanuit de centrale kamer en 2,5 centimeter hoog is vanuit de cel bezien. De opstaande rand is 10 centimeter breed. De noordelijke cel is ongeveer 1,4 meter lang en 60 centimeter breed.
De nu afgesloten ovaalvormige opening, die in het plafond van de Dwarfie Stane was gemaakt, had in de jaren dertig van de twintigste eeuw een grootte van 1,14 meter bij 91 centimeter. Deze opening bevond zich boven de noordelijke cel en deels boven de centrale kamer.
Er zijn vele namen ingekerfd in de Dwarfie Stane, de meeste dateren uit de achttiende eeuw en later. De vroegste inscriptie dateert uit 1735. Een Perzische tekst gekerfd door de Britse spion majoor William H. Mounsey in 1850 zegt dat hij er twee nachten doorbracht en geduld heeft geleerd. Hij kerfde ook de datum en zijn naam van achter naar voor in het Latijn.
Dertig meter oostzuidoost van de Dwarfie Stane bevindt zich een rotsblok dat gezien zijn afmetingen net zoals de steen die voor de ingang ligt, ook bedoeld kan zijn geweest als sluitsteen van de graftombe. In een lijn hellingafwaarts naar het noordwesten bevinden zich een drietal rotsblokken, respectievelijk op een afstand van 11, 17 en 19 meter, die wellicht de restanten zijn van een rij stenen die gericht stonden op de graftombe.

## Folklore
Over de Dwarfie Stane zijn vele verhalen in omloop. In het algemeen wordt de Dwarfie Stane beschreven als de woning van een reus, dwerg of kluizenaar.
Sir Walter Scott laat zijn romanfiguur Norna van Fitful Head uit de roman The Pirate onder meer de Dwarfie Stane bezoeken en refereert aan de noordelijke sagen, volgens welke de Dwarfie Stane de favoriete residentie was van de dwerg Trolld.
In het verhaal De reuzen van Hoy wordt verteld, dat een reus op Hoy de Dwarfie Stane had gemaakt voor zichzelf en voor zijn zwangere vrouw. Een jaloerse reus wilde hen doden om zo de baas over Hoy te worden. Hij maakte een steen die precies paste in de woning. Hij wachtte tot de reus en zijn vrouw in bed lagen en slingerde toen de steen naar de woning. De steen raakte de deuropening en blokkeerde deze geheel. Het lawaai maakte de slapende reus wakker, die er vervolgens niet in slaagde de steen weg te duwen. Hij maakte echter met zijn hamer een opening in het plafond. De jaloerse reus sloeg toen op de vlucht.

## Beheer
De Dwarfie Stane wordt beheerd door Historic Environment Scotland.